# تشراغ (مقاطعة دلفان)
تشراغ (بالفارسية: چراغ) هي قرية تقع في قسم خاوة الجنوبي الريفي (مقاطعة دلفان) في إيران. يقدر عدد سكانها بـ 680 نسمة بحسب إحصاء 2016.